# Muse (Myanmar)

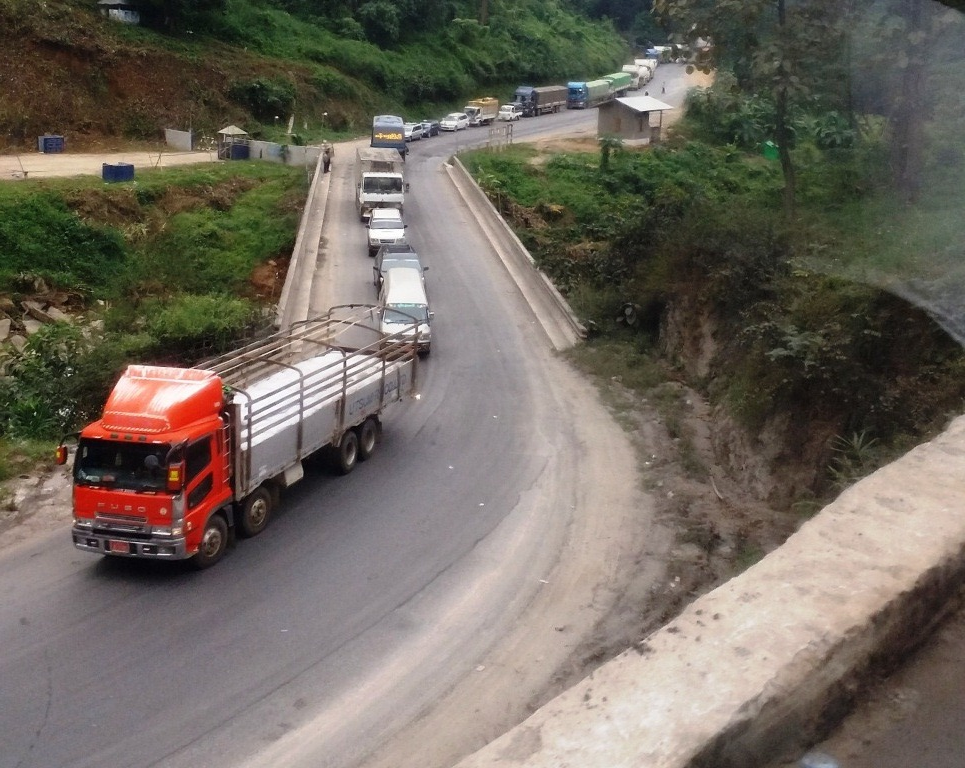
Der National Highway 3, Asia Highway 14 gilt als wichtige Verbindung zwischen Myanmar und China. China benötigt einen Zugang zum Indischen Ozean für seine isolierte Provinz Yunnan.

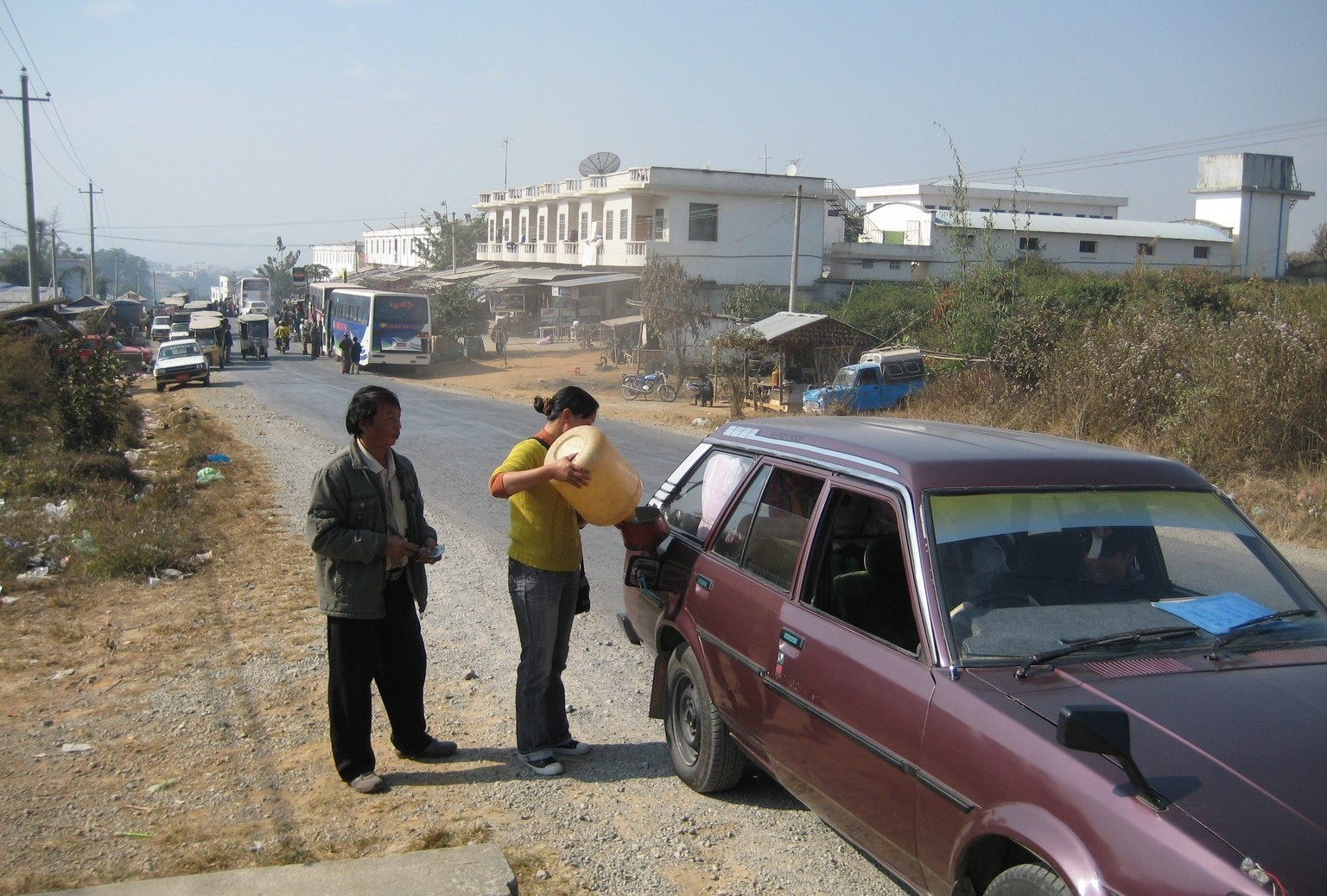
Straßenszene in Muse

Muse (Shan-Schrift မူႇၸေႊ, ausgesprochen mutɕe, Birmanische Schrift မူဆယ်မြို့, ausgesprochen Mu Hcai Mrui) ist eine Stadt im Shan-Staat in Myanmar, dem ehemaligen Burma. Sie ist der Hauptort des gleichnamigen Bezirks Muse Township.

## Geographie
Muse liegt am Shweli-Fluss, der die Grenze zwischen Myanmar und Chinas Yunnan-Provinz bildet. Die Stadt liegt am National Highway 3, der Teil des Asia Highway 14 (AH-14) bildet. Die Stadt ist mit einer Brücke mit der chinesischen Stadt Ruili verbunden. Muse stellt daher einen wichtigen Grenzübergang zwischen Myanmar und China dar. Muse ist zum restlichen Myanmar durch eine Bergkette abgetrennt und befindet sich im Tal des Shweli.

## Geschichte
Vor der Eröffnung des Grenzüberganges Nr. 5 am 21. Januar 1998 zwischen Myanmar und China war Muse ein unbedeutendes Dorf. Erst der Bau der Brücke führte zu einem wirtschaftlichen Aufschwung, da die Mandalay-Lashio-Muse-Fernstraße von privaten Investoren für den Schwerverkehr ausgebaut worden war. Der Ausbau der Straße wurde von Lo Hsing Han, einem bedeutenden Drogenhändler, und seinem Sohn finanziert und durchgeführt. 2005 wurde eine weitere Brücke über den Shweli und ein weiterer Grenzübergang mit Namen Kyinsankyawt errichtet. 2020 wurden die Grenzübergange aufgrund der COVID-Pandemie geschlossen. Am 16. Januar 2023 wurde der Kyinsankyawt-Übergang komplett wiedereröffnet. Kyinsankyawt war bereits im Mai 2022 für bestimmte Güter wiedereröffnet worden. Der städtische Übergang war am 14. Januar 2023 bereits mit Einschränkungen wiedereröffnet worden.
Die Stadt war im Oktober 2023 eines der Hauptziele der Operation 1027, einer Offensive der Three Brotherhood Alliance. Dabei eroberten die Myanmar Nationalities Democratic Alliance Army (MNDAA) eine von Han-Chinesen aus Kokang dominierte bewaffnete ethnische Organisation, die Ta’ang National Liberation Army (TNLA), eine bewaffnete Gruppe der Palaung, und die Arakan Army (AA) eine Widerstandsgruppe der Arakanesen, welche mit 15.000 Mann im Shan-Staat operierte die Grenzübergänge. Nach Gesprächen im chinesischen Kunming einigte sich die MNDAA mit dem State Administration Council (SAC) im März 2024, die Grenzübergange zusammen zu betreiben und wiederzueröffnen. Nach der Eroberung des Grenzübergangs und der gleichzeitigen Eroberung von Kokang durch die MNDAA musste der Lastwagenverkehr über Mong La umgeleitet werden, einem Grenzübergang, der sich ebenfalls unter der Kontrolle einer ethnischen bewaffneten Organisation, der National Democratic Alliance Army (NDAA), befand. Die NDAA gilt aber im Gegensatz zur MNDAA als Verbündeter der am 1. Februar 2021 an die Macht gekommenen Militärregierung. Die MNDAA öffnete am 15. März 2024 die Grenzübergänge für Waren und Personenverkehr, wobei sie 70 % der Gebühren und Zölle für sich beanspruchte. Die Militärregierung blockierte aber weiterhin den AH-14 bei Lashio, nachdem Teile der AH-14 von der Kachin Independence Army (KIA) zwischen Muse und Lashio erobert worden waren. Der KIA Checkpoint auf dem Asia Highway führte zu Verstimmungen zwischen den verbündeten ethnischen Organisationen. Die TNLA griff den Checkpoint der KIA an, um die Straße für den Grenzverkehr wieder zu öffnen.
Stand April 2024 war die Stadt Muse im Gegensatz zu den Grenzübergängen weiterhin unter der Kontrolle der Zentralregierung. Das chinesische Innenministerium startete am 31. März 2024 in Zusammenarbeit mit der lokalen Polizei eine Operation gegen in Muse ansässigen Fraud Factories. Dabei wurden 352 chinesische Staatsbürger und 455 myanmarischen Staatsbürger verhaftet. Die chinesischen Verdächtigen wurden über den Grenzübergang Ruili nach China verschleppt. Es handelte sich dabei um den ersten Einsatz im großen Stil des chinesischen Innenministeriums im Gebiet des nördlichen Shan-Staates. Bei der Razzia wurden Telephone, Computer und Handbücher der Telefonbetrüger sichergestellt. Seit 2023 führte das chinesische Innenministerium Razzien in Myanmar durch. Dabei wurden 48.000 Verdächtige über die Grenzen nach China verschleppt.

## Einordnung
Die Stadt Muse ist von strategischer Bedeutung für China, queren doch bedeutende Öl- und Gasleitungen die Grenze, welche die entlegene Provinz Yunnan mit dem Indischen Ozean verbinden. Seit Jahren versucht China, eine Normalspur-Eisenbahnlinie zwischen Muse und Lashio zu realisieren, die über Mandalay an den Indischen Ozean im südlichen Arakan-Staat erweitert werden soll. Es besteht bereits eine Schmalspurbahn zwischen Mandalay und Lashio, eine Weiterführung nach Muse wurde oftmals geplant, aber nie realisiert. Auch eine Eisenbahnlinie zwischen Mandalay und Sittwe existierte 2024 nicht. Die chinesische Regierung hat bereits Ruili mit einer Autobahn und einer Eisenbahnlinie mit Kunming erschlossen. Während die 2021 gestürzte Zivilregierung und auch die Militärregierungen dem Bau einer Strecke zwischen Mandalay und dem Indischen Ozean kritisch gegenüberstanden, förderten sie den Aufbau einer Normalspur-Strecke zwischen Muse und Mandalay durch China. Doch das Interesse an der Linie hielt sich in Grenzen, da China nur von einer Gesamtstrecke profitieren würde. Dies lehnten die Regierungen wiederum ab, weil sie einen wachsenden Einfluss Chinas im Land befürchteten. Die Unterstützung der MNDAA, TNLA und der Arakan Army (AA) durch China muss man in diesem Zusammenhang sehen. Die Volksbefreiungsarmee (PLA) hatte die Einnahme der Stadt durch bewaffnete ethnische Organisationen mit Artilleriefeuer unterstützt. Offiziell bestätigte die PLA Übungen mit scharfer Munition an der Grenze.